# Pink
Alecia Beth Moore (n. 8 septembrie 1979), cunoscută sub numele de scenă Pink (uneori scris P!nk), este o cântăreață americană, câștigătoare a două premii Grammy care a devenit celebră în 2000 datorită albumului Can't Take Me Home. Al doilea ei album, Missundaztood a devenit cel mai bine vândut din cariera sa. Spre deosebire de primul, care a avut influențe R&B, Missundaztood a fost orientat mai mult spre pop rock. Al treilea material discografic, Try This, nu s-a bucurat de un succes la fel de mare ca anteriorul. După o pauză, Pink s-a reîntors pe scena muzicală cu albumul I'm Not Dead (2006) care s-a comercializat în peste 1,5 milioane de exemplare numai în Statele Unite. În total, Pink a vândut peste 29 de milioane de unități ale albumelor ei în toată lumea. Al cincilea album, Funhouse, a fost lansat în octombrie 2008.
Este recunoscută prin simțul ei vestimentar neconvențional și glasul său puternic. P!nk a fost clasată pe locul 12 în UK Music Hall of Fame pentru primii ani ai secolului al XXI-lea. Calitățile ei vocale au fost comparate cu cele ale lui Janis Joplin, considerată de P!nk unul dintre idolii săi. În septembrie 2013 Pink a fost desemnată Femeia Anului 2013 de către revista Billboard, după ce artista americană a reușit să ajungă în acest an pentru prima oară pe primul loc în topul Billboard al albumelor.

## Copilăria și începutul carierei
Pink s-a născut în Doylestown, Pennsylvania, tatăl ei James Moore fiind veteran al războiului din Vietnam, iar mama ei, Judy Kugel, asistentă. Din partea tatălui are origini germane și irlandeze, iar din partea mamei lituaniene evreiești. Pink se numește singură „Evreică-irlandezo-germano-lituaniană”. A crescut în Doylestown, Pennsylvania, unde a frecventat liceul Central Bucks West High. Tatăl îi cânta melodii la chitară și cu vocea, astfel Pink și-a dorit de mică să devină un star rock. În timpul liceului, Pink s-a alăturat primei sale formații, numită Middleground, care însă nu a devenit cunoscută decât pe plan local. Aceasta a declarat că cel mai mult au influențat-o Janis Joplin, Steven Tyler, Bad Religion, Mary J. Blige, Bob Marley, Billy Joel, Indigo Girls, Don McLean și The Notorious B.I.G..

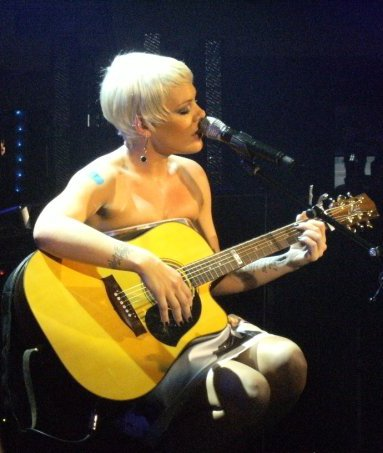
Pink concertând în Londra, 2008

Pink și-a dezvoltat vocea devreme. Cu toate că a fost sănătoasă la naștere, a început să sufere de astm de mică. Când era adolescentă, Pink a început să compună versuri despre sentimentele ei, mama ei zicând despre acestea: „primele ei versuri erau întotdeauna foarte introspective.”

## Viața personală
Pink l-a cunoscut pe motocicistul de specialitate Carey Hart în 2001, la jocurile X în Philadelphia. În 2005 cântăreața l-a cerut pe Hart în căsătorie între tura 2 și 3, scriind pe o tablă "te căsătorești cu mine?" și pe cealaltă parte "vorbesc serios". S-au căsătorit în Costa Rica pe 7 ianuarie 2006.
Melodia "So What" este despre relația lor și începutul unui divorț. Carey a apărut în video.
Nu au finalizat divorțul, iar Carey a confirmat în martie 2009 că vor încerca să lucreze la relație.
Pe 5 februarie 2010 Pink a confirmat că ea și soțul ei, Carey, s-au împăcat. A admis și că despărțirea a învățat-o să nu mai încerce să îl schimbe și a învățat-o să lucreze mai mult la căsătorie.
Pink a confirmat faptul că era însărcinată, în noiembrie 2010, după ce a fost fotografiată purtând o rochie pentru femei gravide și a fost felicitată pe Twitter de un prieten. Ea a anunțat ulterior pe Twitter nașterea fetiței ei, Willow Sage Hart, în iunie 2011.

## Discografie

### Albume
- 2000: Can't Take Me Home
- 2001: Missundaztood
- 2003: Try This
- 2006: I'm Not Dead
- 2008: Funhouse
- 2010: Greatest Hits So Far!
- 2012: The Truth About Love!
- 2017: Beautiful Trauma
- 2019: Hurts 2B Human
- 2023: Trustfall

Turnee
- Party Tour (2002)
- Try This Tour (2004)
- I'm Not Dead Tour (2006–07)
- Funhouse Tour (2009)
- The Funhouse Summer Carnival (2010)
- The Truth About Love Tour (2013)

## Filmografie
| An   | Titlu                           | Rol                | Note                     |
| ---- | ------------------------------- | ------------------ | ------------------------ |
| 2000 | Ski to the Max                  | Brena              |                          |
| 2002 | Rollerball                      | Rock singer        | Cameo                    |
| 2003 | Charlie's Angels: Full Throttle | Coal bowl promoter | Cameo                    |
| 2007 | Catacombs                       | Carolyn            |                          |
| 2009 | SpongeBob's Truth or Square     | Herself            | Cameo                    |
| 2010 | Get Him to the Greek            | Herself            | Cameo                    |
| 2011 | Happy Feet Two                  | Gloria (voice)     |                          |
| 2013 | Thanks for Sharing              | Dede               | credited as Alecia Moore |

## Legături externe
- Site web oficial
- Pink's channel pe YouTube / Vevo
- Pink's channel pe YouTube / Sony Music Entertainment
- Pink la Internet Movie Database
- Pink pe Twitter
- Pink pe CineMagia
- Pink pe facebook
- Pink Arhivat în 18 septembrie 2013, la Wayback Machine. pe MTV.com
- Pink pe Last.fm
- P!NK - O viata aproape roz Arhivat în 1 februarie 2014, la Wayback Machine., 14 ianuarie 2011, Alina Grozea, Revista Tango
- Pink: Sunt frumoasă atunci când mă simt în largul meu în pantalonii de piele și soțul meu îmi pune mâna pe fund Arhivat în 1 februarie 2014, la Wayback Machine., 1 mai 2013, Eveline Pauna, Revista Tango